# Le Traité naval
Le Traité naval, aussi traduit Le Document volé (The Adventure of the Naval Treaty en version originale), est l'une des cinquante-six nouvelles de Sir Arthur Conan Doyle mettant en scène le détective Sherlock Holmes. Elle est parue pour la première fois dans la revue britannique Strand Magazine en octobre-novembre 1893, avant d'être regroupée avec d'autres nouvelles dans le recueil Les Mémoires de Sherlock Holmes (The Memoirs of Sherlock Holmes).

## Résumé

### Mystère initial
Le docteur Watson reçoit une lettre d'un ancien camarade d'école nommé Percy Phelps, travaillant au Foreign Office sous les ordres de son oncle Lord Holdhurst. Phelps explique que sa carrière est en mauvaise posture à cause d'une grave affaire, et implore que Sherlock Holmes vienne le voir chez lui à Woking où il est alité depuis deux mois.

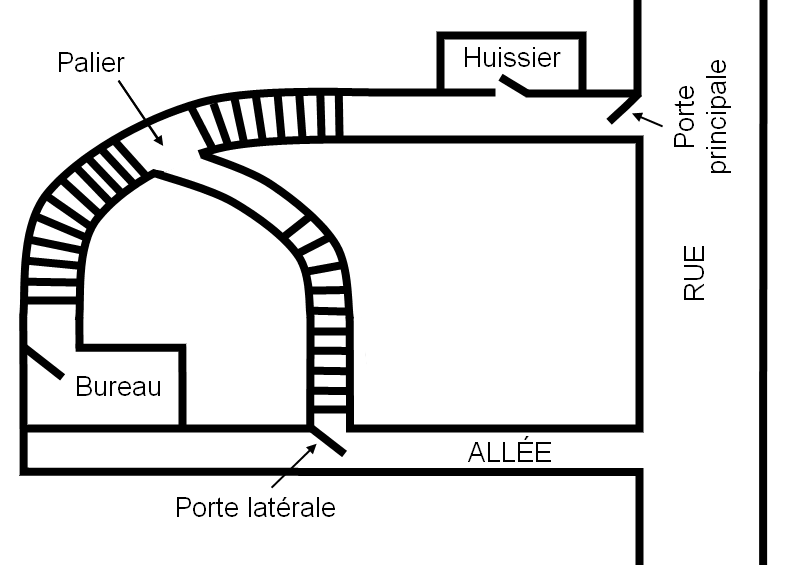
Le plan du bâtiment où le traité (qui se trouvait dans le bureau) a été volé.

Holmes et Watson arrivent à Woking et rencontrent Annie Harrison, la fiancée de Phelps qui est restée à son chevet pendant sa convalescence, ainsi que son frère Joseph Harrison en très bons termes avec son beau-frère. Phelps raconte aux deux nouveaux venus sa mésaventure. Le 23 mai, alors que Phelps était au bureau des Affaires étrangères comme chaque jour, son oncle lui a remis un traité naval secret passé entre l'Angleterre et l'Italie dont il devait recopier chacun des articles. Dans la soirée, Phelps était seul au bureau et s'est attelé à cette tâche laborieuse, qu'il devait terminer avant d'aller chercher Joseph Harrison à la gare. Étant fatigué, Phelps a sonné pour que M. Tangey, un huissier du rez-de-chaussée, lui apporte un café. Contrairement à d'habitude, c'est sa femme Mme Tangey qui est venue et à qui a été transmis l'ordre. Cependant, comme le café tardait à venir, Phelps est descendu lui-même dans le bureau de l'huissier qu'il a trouvé endormi tandis que l'eau du café bouillait. Phelps a réveillé l'huissier, puis une cloche a retenti, correspondant à celle du bureau de Phelps. Lorsque Phelps en a pris conscience après quelque temps, il s'est précipité dans son bureau, découvrant que le document venait d'être volé. D'après le plan des lieux, le voleur est obligatoirement venu et reparti par la porte latérale donnant sur une l'allée perpendiculaire à la rue, pendant que Phelps se trouvait dans la pièce de l'huissier (voir schéma ci-contre). En compagnie de l'huissier, Phelps est alors descendu la rue jusqu'à trouver l'agent Forbes qui a affirmé avoir vu passer d'un pas pressé Mme Tangey, la femme de l'huissier, vers qui se tournent les soupçons de Phelps. Cependant, rien n'a été trouvé par la suite au domicile des Tangey. Face à cette grave situation, Phelps a sombré dans la folie et est resté alité deux mois avant de contacter Watson. Par ailleurs, le fait que le voleur ait sonné la cloche avant de fuir reste un mystère qui semble impossible à éclaircir.

### Résolution
À la suite du récit de Phelps, Holmes quitte Woking pour rencontrer l'agent Forbes et Lord Holdhurst, et promet de revenir le lendemain. Phelps, heureux de voir que l'affaire est entre de bonnes mains, recouvre rapidement la santé et il néglige de prendre sa potion avant de s'endormir. Lorsque Holmes revient le lendemain matin, Phelps lui fait part d'un curieux incident survenu pendant la nuit : alors qu'il dormait, un bruit étrange provenant de la fenêtre l'a réveillé. Phelps s'est levé et l'a brusquement ouverte, découvrant un homme au visage dissimulé par un tissu. L'homme mystérieux, qui était armé d'un couteau, est alors parti en courant. Holmes, en examinant les traces sur le terrain, parvient à déterminer que la personne n'a pas quitté le domaine de Percy Phelps.
Holmes pense que le mystérieux personnage va réitérer sa tentative d'intrusion dès que possible. Le détective demande donc à Annie Harrison de rester dans la pièce toute la journée, et annonce à la maisonnée qu'il repart pour Londres avec Watson et Phelps. Cependant, il ne prend pas le train à Woking et repart se cacher sur le terrain de la propriété. La nuit tombée, Annie Harrison quitte la pièce et la ferme à clé comme le lui a demandé Holmes. À 2 h du matin, Holmes aperçoit Joseph Harrison qui utilise le même stratagème que la veille pour s'introduire dans la chambre vide du maître de maison. Le détective voit Harrison récupérer le traité naval dans une cachette sous une plinthe de la pièce. Holmes le prend sur le fait, le maîtrise après une lutte à l'issue de laquelle il récolte une égratignure, récupère les papiers et laisse s'enfuir Joseph. Holmes a cependant de bons espoirs que l'agent Forbes, qu'il a prévenu, arrête le criminel dans sa fuite.
Holmes résume par la suite à Phelps la succession des évènements qui se sont produits. Le soir du vol, Joseph Harrison devait rentrer à Woking avec son beau-frère. Il s'est donc rendu au bureau pour le retrouver, a emprunté la porte latérale et a trouvé le bureau vide, Phelps étant alors dans le bureau de l'huissier pour s'enquérir de son café. Harrison a appelé Phelps en sonnant, puis s'est rendu compte immédiatement après qu'un document d'une grande valeur était posé sur le bureau. Harrison a alors volé le document et s'est enfui par la même porte. Il est rentré à Woking et a caché le document sous une plinthe de sa chambre, mais Phelps est ensuite rentré dans un grand état de dérangement mental et la chambre de Harrison a été utilisée pour aliter Phelps. Phelps étant veillé jour et nuit par Annie Harrison, Joseph n'a pas pu venir reprendre le document. C'est seulement lors du rétablissement de Phelps à la suite du passage de Holmes et Watson qu'Annie a arrêté de veiller son fiancé et que Joseph a essayé de récupérer une première fois le document mais la potion qu'il avait sûrement renforcé n'a pas été bue pas Phelps et ce dernier l'a surpris en train d'entrer par la fenêtre. Holmes ayant compris qu'il allait réessayer demande alors à Annie de ne pas quitter la pièce de la journée et de la quitte la nuit venue en la fermant de l'extérieur. Harrison ayant échoué une première fois, réessaye la nuit suivante après que sa sœur a quitté la pièce mais est attendu par Holmes.

## Adaptations
La nouvelle a été adaptée en 1984 dans la série télévisée Les Aventures de Sherlock Holmes. Cet épisode est le troisième de la série.